# أحد عزام
أحد عزام (بالعربية: عاهد عزام) هو لاعب كرة قدم إسرائيلي في مركز الوسط، ولد في 14 يناير 1992 في شفا عمرو في إسرائيل. شارك مع منتخب إسرائيل تحت 17 سنة لكرة القدم ‏ ومنتخب إسرائيل تحت 21 سنة لكرة القدم. أما مع النوادي، فقد لعب مع نادي هبوعيل إيروني كريات شمونة وهبوعيل حيفا.

## وصلات خارجية
- أحد عزام على موقع قاعدة بيانات كرة القدم.إي يو (الإنجليزية)
- أحد عزام على موقع Soccerway.com (الإنجليزية)